# آبشار گوکتا کاتاراکس
آبشار گوکتا کاتاراکس (به انگلیسی: Gocta Cataracts) آبشاری است در کشور پرو که ۷۷۱ متر ارتفاع دارد.  این آبشار شانزدهمین آبشار بلند جهان است.